# ذى عتام (إب)

تعديل مصدري - تعديل

ذى عتام محلة تابعة لقرية منزل الركة، التابعة لعزلة بني مدسم بمديرية إب إحدى مديريات محافظة إب في الجمهورية اليمنية.، بلغ تعداد سكانها 158 حسب تعداد اليمن لعام 2004.